# Тадеуш Теодорович-Тодоровський

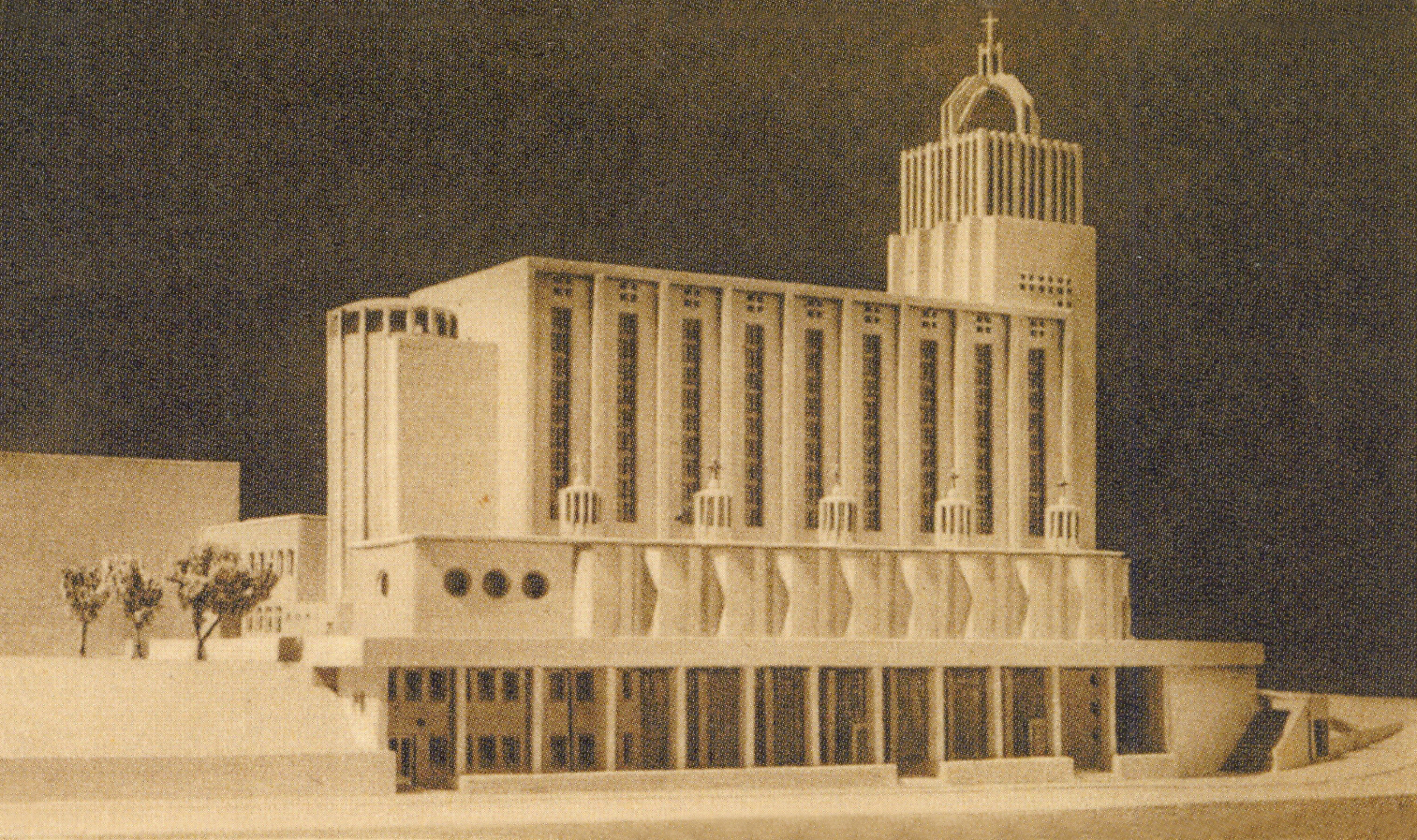
Проєкт нереалізованого костелу святого Вінцента де Поля у Львові

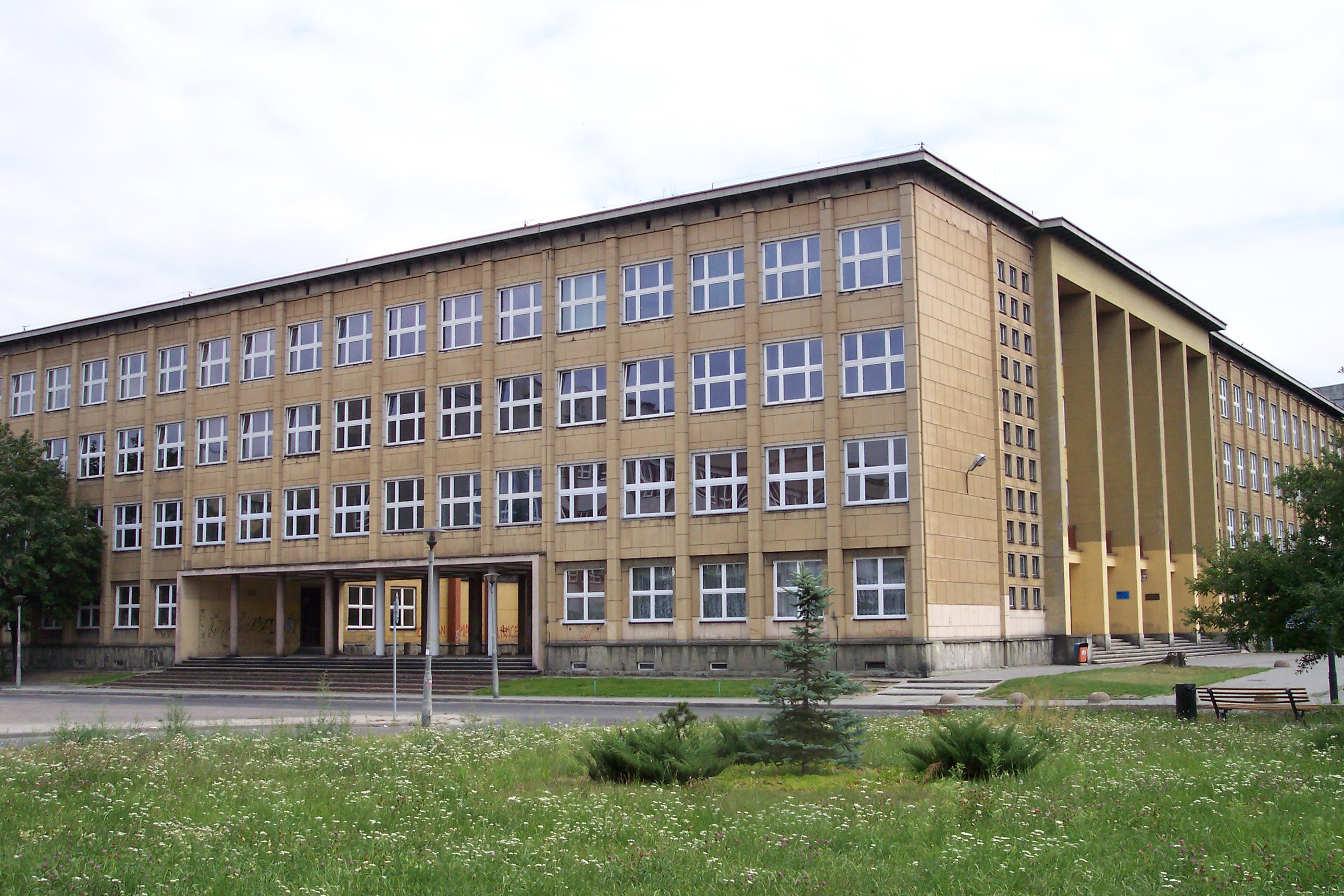
Будівельний факультет політехніки у Гливицях

Тадеуш Людвік Теодорович-Тодоровський (пол. Tadeusz Ludwik Teodorowicz-Todorowski, 25 червня 1907, Львів — 25 жовтня 2001, Гливиці) — польський архітектор.

## Біографія
Народився 25 червня 1907 року у Львові. Протягом 1926—1931 років навчався на архітектурному факультеті Львівської політехніки. Був старшим асистентом на Кафедрі архітектури II у професора Вітольда Мінкевича. Працював також у приватних майстернях. Взяв участь у чотирьох архітектурних конкурсах SARP і в кожному здобув нагороди. Бюро будівельної фірми архітектора значилось у Львові на вулиці Поморській, 45 (тепер вулиця Мишуги), де було і його помешкання.
Після Другої світової війни проживав у Гливицях. 1 жовтня 1945 року очолив кафедру Будівництва осель на Інженерно-будівельному факультеті Сілезької політехніки. 1977 року вийшов на пенсію. Окрім архітектури та викладацької діяльності, займався також живописом, скульптурою, фотографією, сатиричною поезією, автомобільними подорожами. Помер 25 жовтня 2001 у Гливицях.

## Проєкти
- Власна вілла на вулиці Мишуги, 45 у Львові (1935).
- Конкурсний проєкт костелу святого Вінсента де Поля у Львові. На конкурсі 1937 року здобув одну з двох третіх нагород і був прийнятий до реалізації. Низка проєктів внутрішнього облаштування також виконана Теодоровичем-Тодоровським. До початку війни збудовано лише «нижній» храм (перший поверх). Спорудженням керував Максиміліан Кочур, обчислення конструкцій виконав інженер Адам Курилло. 1972 року перебудовано на палац спорту.[2]
- Корпус хімічного факультету Сілезької політехніки у Гливицях (1947).
- Перебудова Haus Oberschlesien для потреб міської адміністрації у Гливицях (1949).
- Корпус будівельного факультету Сілезької політехніки у Гливицях (1949—1952).
- Житловий комплекс «Śródmieście» в Сосновці (1954).
- Житловий комплекс «Osiedle A» в Тихах (1951—1956).
- Школа в Сосновці (1958).
- Клуб MPiK у Гливицях (1959).
- Студентський «Кінотеатр Х» у Гливицях (1959).
- Технологічний корпус факультету санітарної інженерії у Гливицях (1970).
- Лабораторія будівельного факультету політехніки у Гливицях (1973).
- Корпус архітектурного факультету Сілезької політехніки у Гливицях, пам'ятник там же (1977).

Нереалізовані
- Навчальний проєкт «Вілла архітектора» (1931).[3]
- Одна з двох других нагород на конкурсі проєктів парафіяльного костелу в Коломиї 1938 року. Співавтори Зигмунт Ковальчук і Адам Козакевич. Проєкт призначений до реалізації, однак через початок ІІ світової війни вдалось лише закласти частину фундаментів.[4]
- Проєкт генплану Вроцлава у стилі соцреалізму.